# Share the Night
『Share the Night』（シェア・ザ・ナイト）は2020年1月2日から2020年10月1日までFm yokohamaで放送されたラジオ番組。放送時間は毎週木曜1:30 - 2:00（水曜深夜）。全40回。
パーソナリティ（DJ)は声優ユニットでアーティスト活動も行っている『Run Girls, Run!』の3人。

## 番組概要
様々な課題やショートドラマなどにチャレンジしたり、リスナーからのメールや音楽の紹介していくトークを中心とした30分の番組で3人の素顔を見せていく。番組名は、Run Girls, Run!が2019年11月にリリースした曲『Share the light』に由来している。

## 出演者
- Run Girls, Run!
  - 林鼓子
  - 森嶋優花
  - 厚木那奈美

## 放送時間
- 2020年1月2日 - 2020年10月1日
毎週木曜 01:30 - 02:00（水曜深夜）

## 番組詳細
前半では毎回内容が変わるチャレンジコーナー、後半ではメールを読んでトークをするコーナーとなっている。各コーナーの前後で曲が3曲流れ、エンディングでは3人がそれぞれの「1週間のプチ目標」を発表する。

### 番組構成
- タイトルコール（BGMは『Share the light』）
- オープニングトーク
- 曲紹介（1曲目)
- 週変わりのチャレンジコーナー
- 曲紹介（2曲目)
- メールを元にしたトーク
- 曲紹介（3曲目)
- Run Girls, Run! 1週間の目標
- 告知
- エンディング（BGMは『never-ending!!』）

### 過去の内容
- 初回の最初のコーナーは1人ずつを他の2人が紹介するという形式で、メンバーを紹介。
- 2020年1月9日（1月8日深夜）放送の第2回では各自の書いた番組宣伝メッセージを19秒以内に収めるように読み、ラジオ用の番組宣伝を作成した。FMヨコハマの放送の他の時間で使われている。
- 2020年4月23日（4月22日深夜）放送の第17回から、6月18日（6月17日深夜）放送の第25回までは新型コロナウイルス感染症流行の影響により、各メンバーの自宅からのリモート収録が行われた。
- 2020年10月1日（9月30日深夜）放送の最終回ではランナー（Run Girls, Run！のファン）から募集したRun Girls, Run！の曲ベスト3を元にランキング形式で10位から1位まで順に曲を紹介した。2020年10月11日開催の配信ライブ「Run Girls, Run！ Online Live ～ランガリング・リンクライブ♪～」の夜公演のセットリストへ反映される予定[2]。また、最後の「1週間の目標」の代わりに「これからの目標」を1人ずつ語った。